# Pertusaria waghornei
Pertusaria waghornei är en lavart som beskrevs av Hulting. Pertusaria waghornei ingår i släktet Pertusaria och familjen Pertusariaceae.   Inga underarter finns listade i Catalogue of Life.